# Antimykotikum
Ein Antimykotikum (griech. ἀντί anti ‚gegen‘ und μὑκης mykes ‚Pilz‘ mit lateinischer Endung; Mehrzahl: Antimykotika, Adjektiv: antimykotisch, Adjektiv engl. antifungal) ist eine antimikrobielle Substanz, die gegen durch Pilze verursachte Erkrankungen (Mykosen) wirkt.
Davon unterschieden werden Fungizide, die als Biozide oder Desinfektionsmittel gegen Pilze wirksam sein können und in der Landwirtschaft, in der Technik, in der Lebensmittelindustrie, im Gesundheitswesen oder anderen Lebensbereichen, aber nicht krankheitsbezogen (erregerspezifisch) am Menschen oder Tier zum Einsatz kommen.
Eine effektive und nebenwirkungsarme Therapie setzt die möglichst selektive Wirkung gegen den Krankheitserreger voraus. Aufgrund der molekularbiologischen Ähnlichkeit zwischen den Zellen der Pilze und denen der Menschen und Tiere standen lange Zeit nur unspezifische und unzureichend wirksame Mittel zur Verfügung. Beginnend mit der Einführung des Griseofulvins und der Polyen-Antimykotika in den 1960er Jahren gibt es mittlerweile eine Reihe gut wirksamer Arzneistoffe, nicht zuletzt auch durch die – vergleichsweise noch jungen – Antimykotika vom Azol-Typ.
Man unterscheidet
- nach Wirkungsweise in fungizide (abtötende) oder fungistatische (vermehrungshemmende, als Fungistatika bezeichnete) Substanzen
- nach Anwendungsart in lokal bzw. topisch (auf der Haut bzw. Schleimhaut) oder systemisch (über den Blutkreislauf im gesamten Organismus verteilt) verabreichbare Substanzen
- nach Wirkspektrum in Breitband- und therapeutisch eng begrenzte Antimykotika.

## Geschichte
Erst in der zweiten Hälfte des 19. Jahrhunderts begann sich die medikamentöse Behandlung von Pilzerkrankungen durchzusetzen. Zunächst beschränkte man sich auf die Anwendung der Pechkappe (la calotte) zur Haarentfernung bei Kopfmykosen. 1897 wurden Thalliumverbindungen von dem französischen Dermatologen Raymond Jaques Adrien Sabouraud (1864–1938) als Epilationsmittel angewendet. Da die Ätiologie der Hautpilzerkrankungen zu Beginn des 19. Jahrhunderts noch unbekannt war, verwendete man auch verschiedene Zubereitungen von Metallsalzen, wie Kupfer- und Bleiverbindungen, zur lokalen Behandlung der erkrankten Hautpartien. Aufgrund der Beobachtung, dass Schornsteinfeger fast nie an Hauterkrankungen litten, setzte 1834 der französische Arzt Pierre Blaud (1774–1858) Rußabkochungen zur Behandlung von Hauterkrankungen ein. Seit den 1880er-Jahren setzte man zudem Resorcin als Antimykotikum ein. Als besonders wirksame Antimykotika erwiesen sich später einige Antibiotika. 1958 empfahl Gustav Riehl (1894–1981) Griseofulvin zur Behandlung von Haut-, Nagel- und Haarmykosen. Das von Elizabeth Lee Hazen (1885–1975) und Rachel Fuller Brown (1898–1980) aus dem Strahlenpilz Streptomyces noursaei isolierte Nystatin erwies sich als klassisches Mittel bei Hefepilzinfektionen. Als Trichosept wurde das Fungistatikum Trichomycin von Grünenthal vertrieben. Amphotericin, 1955 von W. Gold erstmals gewonnen, galt vor allem bei Systemmykosen als Mittel der Wahl. 1962 stellten J. Berger und Duschinsky die fungistatische Wirkung von Fluorocytosin gegenüber Hefen und Schimmelpilzen fest. Das 1967 von Karl Heinz Büchel synthetisierte Clotrimazol gelangte 1973 als Canesten auf den Arzneimittelmarkt. Naftifin, ein Allylaminderivat, wurde von D. Berney und K. Schuh hergestellt und gelangte 1985 aufgrund seiner Wirksamkeit gegenüber Schimmelpilzen und Dermatophyten als Exoderil in den Arzneischatz.

## Hemmstoffe der Ergosterin-Biosynthese
Die Wirkungsweise der modernen Antimykotika beruht vielfach auf der Hemmung der Biosynthese von Ergosterin (Ergosterol), einem für die Zellmembran von Pilzen essentiellen Bestandteil, der im Organismus von Säugetieren nicht vorkommt. Dabei kann die Hemmung an verschiedenen Schritten der Biosynthese erfolgen. Wirkstoffbeispiele:
- Allylamine bzw. Squalenepoxidase-Hemmer
- Naftifin zur lokalen Anwendung als Creme, Gel oder Lösung und Terbinafin zur lokalen Anwendung als Creme, Gel oder zum Einnehmen als Tabletten; Tolnaftat zur lokalen Anwendung als Creme oder Lösung.
- Morpholine
- Amorolfin zur lokalen Anwendung als Creme oder Nagellack.
- Pyrrole
- Pyrrolnitrin wird ebenfalls lokal angewendet.
- Azol-Antimykotika (Imidazole und Triazole)

Azole enthalten als gemeinsames Merkmal ein N-substituiertes Imidazol oder Triazol. Beispiele sind: Clotrimazol, Bifonazol, Econazol, Isoconazol, Tioconazol und Sertaconazol werden ausschließlich lokal angewendet. Es gibt Cremes, Gele, Lösungen und Sprays für die Haut, aber auch Cremes, Tabletten und Zäpfchen zur Behandlung der Vaginalschleimhaut.
Die Substanzen Ketoconazol und Miconazol sind lokal oder auch systemisch verwendbar. Ebenfalls für die systemische Therapie als Tabletten bzw. Kapseln stehen Itraconazol und Fluconazol zur Verfügung. Voriconazol ist als Saft, Tabletten oder Infusionslösung zur systemischen Anwendung vorgesehen, Posaconazol ebenfalls. Voriconazol und Posaconazol sind relativ neue Substanzen in der antimykotischen Therapie. Voriconazol- und Posaconazol-haltige Arzneimittel sind zur Behandlung von schweren Pilzinfektionen (beispielsweise bei Patienten mit Krebserkrankungen unter laufender Chemotherapie oder Patienten mit schwerer AIDS-Erkrankung) zugelassen, Posaconazol bislang nur als second-line-Therapie bei Resistenz oder Unverträglichkeit gegen die Standardtherapie. Fosfluconazol ist derzeit in Deutschland nicht erhältlich.
Azol-Antimykotika haben ein breites Wirkspektrum und wirken vorwiegend fungistatisch, wobei die Wirkung relativ langsam einsetzt. Während die lokal wirksamen Vertreter im Allgemeinen gut verträglich sind, ist bei den systemisch verwendeten eine möglicherweise auftretende leberschädigende Wirkung und die fruchtschädigende Wirkung zu berücksichtigen.

## Polyen-Antimykotika (Porenbildner)
Ein weiterer Wirkmechanismus ergibt sich aus der Erhöhung der Durchlässigkeit der Membran der Pilzzelle (Porenbildung, „Durchlöcherung“) und in Folge aus dem Verlust von Zellbestandteilen. Möglich ist dies durch den amphiphilen Charakter der Makromoleküle, die mit den Sterinverbindungen in der Zellmembran wechselwirken. Da auch eine Affinität zu Sterinen (z. B. Cholesterin) des Wirtsorganismus besteht, sind diese Arzneistoffe bei parenteraler Verabreichung relativ toxisch. Wirkstoffbeispiele:
Amphotericin B, für die lokale Behandlung als Suspension oder Tabletten zum Lutschen oder Einnehmen; für die systemische Behandlung bei schweren Infektionen als Infusionspräparat.
Nystatin zur lokalen Behandlung von Pilzinfektionen der Haut, Schleimhaut und des Magen-Darm-Traktes.
Natamycin zur lokalen Anwendung

## Hemmstoffe der Zellwandsynthese
Durch Hemmung der Biosynthese des Zellwandbestandteils Chitin und durch Funktionsstörung der Mikrotubuli wirkt Griseofulvin, das ausschließlich gegen Dermatophyten wirksam ist. Es kommt in Tablettenform (z. B. Likuden
®) zur Anwendung, wenn eine lokale Therapie nicht ausreichend wirksam ist.
Ebenfalls hemmend auf die Zellwandsynthese wirkt das Caspofungin. Es wird ausschließlich per Infusion verabreicht.
Wegen Nebenwirkungen nicht in den Handel gekommen ist der Wirkstoff Cilofungin.

## Hemmstoffe der DNA-Synthese
Als Antimetabolit in der DNA-Synthese des Pilzes wirkt 5-Fluorcytosin. Es wird, meistens in Kombination mit Amphotericin B, gegen schwerste Organmykosen eingesetzt.

## Bildung reaktiver Sauerstoffverbindungen
Als Fungizid durch die Bildung von reaktiven und für den Pilz toxischen Sauerstoffverbindungen wirkt Ciclopirox (bzw. dessen Ethanolaminsalz Ciclopiroxolamin). Es kommt in vielen Darreichungsformen zur lokalen Anwendung auf Haut, Schleimhaut und Nägeln vor.

## Indikation
Die Wahl eines geeigneten Antimykotikums hängt ab von
- der Resistenz des Erregers und
- der Art und Schwere der Infektion (opportunistisch, generalisiert, systemisch, lokal, kutan, subkutan).

Dementsprechend wird die Nutzen-Risiko-Abwägung getroffen.